# Дублян Олександр Володимирович
Олександр Володимирович Дублян (нар. 24 травня 1964) — Державний секретар Міністерства оборони України (2016—2021), генерал-полковник Збройних Сил України, держслужбовець другого рангу.

## Життєпис
Народився 24 травня 1964 року в смт Чуднів Житомирської області УРСР. В 1981 році закінчив Чуднівську середню школу.
З 1981 по 1985 рік навчався в Ташкентському вищому танковому командному училищі.
З 1985 по 1995 рік проходив службу на посадах:
- командира танкового взводу;
- командира танкової роти;
- заступника командира танкового батальйону;
- командира танкового батальйону;
- заступника командира мотострілецького полку;
- заступника командира бригади;
- командира бригади;

Брав участь у бойових діях на території Демократичної Республіки Афганістан.
З 1995 по 1997 рік навчався в Академії Збройних Сил України.
У 2004—2010 роках — військовий комісар Київського міського військового комісаріату;
В 2008 році закінчив Національну академію оборони України та отримав оперативно-стратегічний рівень військової освіти.
У 2010—2013 роках — начальник Центрального управління Військової служби правопорядку по м. Києву та Київській області.
З 2013 по 2015 рік — начальник Військової служби правопорядку у Збройних Силах України.
Брав безпосередню участь у проведенні АТО на сході України. 
У жовтні 2015 року був призначений заступником Міністра оборони України — керівником апарату.
Наприкінці грудня 2016 року був призначений Державним секретарем Міністерства оборони України.
У листопаді 2018 року був звільнений з військової служби в запас.
В березні 2020 року, Кабінет Міністрів України перепризначив Дубляна О.В. на посаді Державного секретаря Міністерства оборони України строком на п’ять років.
В грудні 2021 року, згідно Розпорядження Кабінету Міністрів України від 23 грудня 2021 року № 1704-р, був звільнений з посади Державного секретаря Міністерства оборони України у зв’язку із закінченням строку призначення на посаду.
Одружений, має сина та дочку.

## Військові звання
- генерал-майор (23 серпня 2011)[7]
- генерал-лейтенант (23 серпня 2015)[8]
- генерал-полковник (14 жовтня 2016)[9]

## Нагороди
За вагомий особистий внесок у розвиток ветеранського руху, мужність і самовідданість, виявлені під час виконання військового обов'язку, вирішення питань соціального захисту та реабілітації ветеранів війни, патріотичне виховання молоді та з нагоди Дня вшанування учасників бойових дій на території інших держав і Дня захисника Вітчизни, відзначений:
- орденом Данила Галицького[10]

Був також відзначений і радянськими нагородами.